# 本渡楓
本渡 楓（ほんど かえで、1996年3月6日 - ）は、日本の女性声優。アイムエンタープライズ所属。愛知県名古屋市出身。

## 来歴
小学3年生くらいの時に、校外学習中にすれ違った老婆から「あなた、化粧映えするわよ」と声を掛けられる。「化粧映えする」の意味を知らなかった当時の本渡が調べてみたところ、モデルや女優が出てきたので「自分はモデルや女優になればいいんだ」と思い込み様々な所のオーディションを受けたが、合格できなかった。芸能活動への道を諦めかけたが、人前に立つことや表現に関わることがしたいという思いを抱くきっかけになり、高校では演劇部に所属した。しかし、身長の低さや童顔、声色などの理由からナースや母親の役を演じることが出来ず、他の演劇部員に「（本渡の演技は）目をつぶって聴いている分にはいいけど、ちゃんと見ると全然動いていないよね」と指摘されたことや、同い年の女の子に「一緒に声優事務所に行かないか」と誘われたことで声優の道を選択、高校2年生の時に日本ナレーション演技研究所名古屋校に入校した。同期には長縄まりあ、依田菜津がいる。
高校卒業までに事務所の所属オーディションに合格できなかったことから、高校卒業後は大学に進学したものの「正式に声優になったら中退する」と両親に話をつけ、養成所で演技の勉強に励んだ。そして、アイムエンタープライズが協力していた『プロジェクト758』という名古屋市と名古屋の企業、大学が名古屋をPRする企画のオーディション（オーディションは養成所の名古屋校主催）で熱田球場をモチーフにしたキャラクターに合格。大学を中退し、2015年4月にアイムエンタープライズの所属となった。
2015年に『青春×機関銃』で声優デビュー。セリフは「カッコよかったわよ」一言だけであったが、他の声優の邪魔にならないようにしながら空いているマイクに入る緊張もあって、生まれて初めて頭が真っ白になったという。アフレコした作品が放送された時、じぶんの演技の拙さから悔しくなり、今後の成長を心に誓った。同年、デビュー1年目にして『かみさまみならい ヒミツのここたま』の四葉こころ役で主役の座を射止め、さらに『不思議なソメラちゃん』でもメインキャラクターの野乃本ククルを演じた。『ここたま』のアフレコでは大ベテランに囲まれて子供向けアニメ特有の若干オーバーな芝居の仕方を教わった。最初の3話までは自身の力不足で声が悲しく聞こえたが、それ以降はきちんと明るい声に変わった。『ソメラちゃん』のアフレコは同年代の声優が多く、5分間でせわしなく早口でしゃべり続けると『ここたま』とは正反対の印象であったと本人は振り返っている。
2019年、第13回声優アワードにおいて、新人女優賞を受賞した。

## 人物
好きなものはタバスコ、北極ラーメンといった辛いもの、愛犬のリリー、お芝居。弟がいる。料理は苦手ではないが、「自分で手間をかけて作るくらいなら、外食でおいしいものを食べて栄養を取った方が良い」という考えを持っている。
鮮やかな色や個性的な服が好きである。
アニメにはそれほど詳しくなかったが、小学生のころから『NARUTO -ナルト-』が好きであり、声真似などもよくしていた。また、赤ちゃんの産声を演じるのが得意だと自負しており、「赤ちゃんと言えば本渡楓」と言われるようになりたいと2015年10月のインタビューで語っている。同期に藤原夏海がおり、仲の良い声優として、『かみさまみならい ヒミツのここたま』で共演した潘めぐみや、本渡の事務所の先輩でもある小澤亜李と長縄まりあの名前を挙げている。歌うことも好きで、特に「キャラクター」で歌うことが好きであり、キャラクターソングの収録でも音程やリズムを外してしまうこともあるが、ディレクターと緻密に打ち合わせをし、キャラクターの気持ちを大事にして歌うことがほとんどで、本渡自身もキャラクターの気持ちを大事にして歌うことの方が楽しく歌えている。
養成所時代からの友達2人と1か月から2か月に一度、自分で作った"やりたいことリスト"に書いたことを実現している。過去にはボルダリングや、袴をレンタルしてひたすら浅草の街を練り歩くことなどをしており、2017年のインタビューでは鍾乳洞や温泉に行くこと、スカイダイビングやスキューバダイビング、バンジージャンプを計画していることを語っていた。
自身では「前向きで貪欲な性格」だと語っており、ラジオ等で共演している天津の天津飯大郎は「頑張り屋さん」と本渡を評し、同じ声優の岩井映美里も強い信念、思いやりの心、丁寧な応対から学びを得ていると語っている。

## 出演
太字はメインキャラクター。

### テレビアニメ
2015年
- 電波教師（女性）
- 青春×機関銃（女性客、娘）
- かみさまみならい ヒミツのここたま（2015年 - 2018年、四葉こころ、ニコリ）
- 不思議なソメラちゃん（野乃本ククル、メヌースー）
- DIABOLIK LOVERS MORE,BLOOD（メリッサ）
- ノラガミ ARAGOTO（ともこ）
- ランス・アンド・マスクス（小学生たち）
- VALKYRIE DRIVE -MERMAID-（ヘクセ）
- ヘヴィーオブジェクト（衛生兵、ミョンリ）

2016年
- プリンス・オブ・ストライド オルタナティブ（女生徒、通行人）
- 最弱無敗の神装機竜（女生徒B、女生徒C、女生徒E）
- アクティヴレイド -機動強襲室第八係-（少女）
- おしえて! ギャル子ちゃん（ヤバ菜）
- ブブキ・ブランキ（レティシア・ニルギリ・スワンソン） - 2シリーズ
- だがしかし（少女）
- 少年メイド（竹井宏、餡太郎、子犬、黒豆）
- 学戦都市アスタリスク（マリア）
- レガリア The Three Sacred Stars（ユインシエル・アステリア）
- はんだくん（金城美代子、女子生徒B）
- 91Days（ルーチェ）
- 食戟のソーマ 弐ノ皿（女性記者B、女性職員）
- ダンガンロンパ3 -The End of 希望ヶ峰学園- 絶望編（生徒会〈梅沢愛子〉）
- ももくり（女生徒）
- 魔法少女育成計画（スミレ）
- 競女!!!!!!!!（青葉風音）
- ガーリッシュナンバー（久我山八重）
- うどんの国の金色毛鞠（田中のぞみ、はりねずみちゃん1）
- タイムボカン24 （女子高生、女子学生B）
- 魔法つかいプリキュア!（少女）

2017年
- うらら迷路帖（巽紺）
- 風夏（榛名知歳）
- 亜人ちゃんは語りたい（小鳥遊ひかり）
- モンスターハンター ストーリーズ RIDE ON（ハナコ）
- ツインエンジェルBREAK（麗の姉）
- キラキラ☆プリキュアアラモード（2017年 - 2018年、剣城みく）
- バトルガール ハイスクール（煌上花音）
- 恋と嘘（根島きずな、女子生徒B、大越、本庄、小柳実奈 他）
- 魔法陣グルグル（ミグ・ドルドル）
- アニメガタリズ（阿佐ヶ谷未乃愛）
- クラシカロイド（まり）

2018年
- 宇宙よりも遠い場所（玉木リン）
- みっちりねこ
- 刀使ノ巫女（衛藤可奈美）
- 学園ベビーシッターズ（猿渡美鳥、牛丸雪）
- メルヘン・メドヘン（2018年 - 2019年、加澄有子）
- ダメプリ ANIME CARAVAN（キュアラン）
- グランクレスト戦記（コリーン・メッサーラ）
- こみっくがーるず（恋塚小夢）
- ヒナまつり（三嶋瞳）
- ラストピリオド -終わりなき螺旋の物語-（シロクマ）
- 魔法少女サイト（泉ヶ峰みかり）
- ピアノの森
- 斉木楠雄のΨ難（ロボ猫 / ワープ、小学生④） - 2シリーズ
- 鹿楓堂よついろ日和（西条音々子）
- ちおちゃんの通学路（細川雪）
- ゾンビランドサガ（2018年 - 2021年、源さくら、さくら似の看板娘） - 2シリーズ
- 寄宿学校のジュリエット（歩米良仁愛、少年、少女）
- RErideD-刻越えのデリダ-（マユカ）
- 色づく世界の明日から（月白琥珀）
- ドラえもん（テレビ朝日版第2期）（姫子）

2019年
- みにとじ（衛藤可奈美）
- 転生したらスライムだった件（2019年 - 2024年、ティア） - 3シリーズ
- 鬼滅の刃（2019年 - 2024年、竈門茂） - 3シリーズ
- Bラッパーズ ストリート（2019年 - 2020年、デカミちゃん、DJ KEN、ナラ ナルミ、警備システム、リポーター、プーケッツ島民）
- 手品先輩（先輩）
- 可愛ければ変態でも好きになってくれますか?（桐生瑞葉）
- キラキラハッピー★ ひらけ!ここたま（四葉こころ）
- 戦×恋（早乙女七樹）
- BEASTARS（2019年 - 2021年、クロネコ、ネズミ、アナウンス、サイ、ヤギ、ピーチ 他） - 2シリーズ
- 歌舞伎町シャーロック（2019年 - 2020年、レン子）
- 魔入りました!入間くん（2019年 - 2023年、イクス・エリザベッタ、モヒカン男の子） - 3シリーズ

2020年
- 痛いのは嫌なので防御力に極振りしたいと思います。（2020年 - 2023年、メイプル〈本条楓〉） - 2シリーズ
- 推しが武道館いってくれたら死ぬ（五十嵐れお）
- ネコぱら（ちよ）
- かくしごと（東御ひな）
- シャドウバース（2020年 - 2024年、天宮ミモリ） - 2シリーズ
- 恋とプロデューサー〜EVOL×LOVE〜（少年）
- 宇崎ちゃんは遊びたい!（鳥取ガイド）
- 魔女の旅々（イレイナ）
- ラブライブ!虹ヶ咲学園スクールアイドル同好会（2020年 - 2022年、近江遥） - 2シリーズ
- 戦翼のシグルドリーヴァ（赤ちゃん）

2021年
- WIXOSS DIVA(A)LIVE（ミカ）
- ワンダーエッグ・プライオリティ（ハルカ）
- 怪物事変（綾）
- Vivy -Fluorite Eye's Song-（汎用型歌姫AI）
- 結城友奈は勇者である ちゅるっと!（土居球子）
- スライム倒して300年、知らないうちにレベルMAXになってました（2021年 - 2025年、ライカ） - 2シリーズ
- フルーツバスケット（女子生徒、草摩日向）
- 転生したらスライムだった件 転スラ日記（ティア）
- 幼なじみが絶対に負けないラブコメ（大良儀紫苑）
- 精霊幻想記（2021年 - 2024年、フローラ＝ベルトラム） - 2シリーズ
- 見える子ちゃん（百合川ハナ）
- takt op.Destiny（アンナ・シュナイダー）
- Deep Insanity THE LOST CHILD（餅木スミレ）
- カードファイト!! ヴァンガード overDress（2021年 - 2023年、女生徒 / アスカ） - 2シリーズ
- 結城友奈は勇者である -大満開の章-（土居球子）
- 古見さんは、コミュ症です。（2021年 - 2022年、古見晶） - 2シリーズ

2022年
- 賢者の弟子を名乗る賢者（リタリア）
- 明日ちゃんのセーラー服（苗代靖子）
- 勇者、辞めます（エキドナ）
- パリピ孔明（月見英子）
- ダンス・ダンス・ダンスール（五代都）
- もっと!まじめにふまじめ かいけつゾロリ（アデリー）
- 異世界薬局（シャルロット・ソレル）
- 惑星のさみだれ（幼い夕日）
- 咲う アルスノトリア すんっ!（ヌクテメロン）
- デジモンゴーストゲーム（プッチーモン）
- クールドジ男子（2022年 - 2023年、田中なこ、女性客）

2023年
- 冰剣の魔術師が世界を統べる（クラリス＝クリーヴランド）
- 最強陰陽師の異世界転生記（フィオナ・ウルド・エールグライフ）
- 英雄王、武を極めるため転生す 〜そして、世界最強の見習い騎士♀〜（レオーネの母）
- にじよん あにめーしょん（近江遥）
- Dr.STONE（2023年 - 2025年、キリサメ） - 4シリーズ
- 贄姫と獣の王（カルカラ）
- 自動販売機に生まれ変わった俺は迷宮を彷徨う（2023年 - 2025年、ラッミス） - 2シリーズ
- ポケットモンスター（2023年 - 2025年、ナンジャモ）
- おかしな転生（リコリス＝ミル＝フバーレク）
- ゾン100〜ゾンビになるまでにしたい100のこと〜（ゾンビィ1）
- 君のことが大大大大大好きな100人の彼女（2023年 - 2025年、花園羽香里） - 2シリーズ
- レヱル・ロマネスク2（海）
- 僕らの雨いろプロトコル（佐藤星詩流）
- 名探偵コナン（湯川さおり）
- デュエル・マスターズ WIN 決闘学園編（2023年 - 2024年、ユニコーンネズミ / チュウ太郎）

2024年
- ゆびさきと恋々（藤白りん）
- 最強タンクの迷宮攻略〜体力9999のレアスキル持ちタンク、勇者パーティーを追放される〜（ニン）
- ONE PIECE（アトラス）
- 休日のわるものさん（あや）
- ふしぎ駄菓子屋 銭天堂（上樫潤美）
- シンカリオン チェンジ ザ ワールド（2024年 - 2025年、青梅マイ）
- 夜桜さんちの大作戦（夜桜六美、昼川六子）
- THE NEW GATE（ティエラ・ルーセント）
- ブルーアーカイブ The Animation（ヒフミ）
- ただいま、おかえり（望月満）
- モブから始まる探索英雄譚（壇嬢）
- 甘神さんちの縁結び（2024年 - 2025年、甘神夕奈）
- 最凶の支援職【話術士】である俺は世界最強クランを従える（タニア）
- 歴史に残る悪女になるぞ（メル）

2025年
- アラフォー男の異世界通販（プリムラ）
- 日本へようこそエルフさん。（マリアーベル）
- もめんたりー・リリィ（しとろん）
- 完璧すぎて可愛げがないと婚約破棄された聖女は隣国に売られる（ミア・アデナウアー）
- キミと僕の最後の戦場、あるいは世界が始まる聖戦 Season II（ミゼルヒビィ・ヒュドラ・ネビュリス9世）
- 水属性の魔法使い（セーラ）
- 異世界黙示録マイノグーラ〜破滅の文明で始める世界征服〜（エラキノ）
- ポーション、わが身を助ける（カエデ）

2026年
- 黒猫と魔女の教室（スピカ・ヴァルゴ）

時期未定
- アルカナディア（ルミティア）

### 劇場アニメ
2010年代
- ポッピンQ（2016年、ダレン）
- 映画 かみさまみならい ヒミツのここたま 奇跡をおこせ♪ テップルとどきどきここたま界（2017年、四葉こころ）
- 劇場版 マジンガーZ / INFINITY（2018年、みさとの娘）
- 未来のミライ（2018年、ミライ〈幼少期〉）

2020年代
- 劇場版 鬼滅の刃 無限列車編（2020年、竈門茂）
- 劇場編集版 かくしごと -ひめごとはなんですか-（2021年、東御ひな）
- 劇場版 ソードアート・オンライン -プログレッシブ- 冥き夕闇のスケルツォ（2022年、リーテン）
- 劇場版 Collar×Malice -deep cover-（2023年、星野市香） - 前後編
- シノアリス 一番最後のモノガタリ（2024年、いばら姫）
- 劇場版 鬼滅の刃 無限城編 第一章 猗窩座再来（2025年、竈門茂）
- ゾンビランドサガ ゆめぎんがパラダイス（源さくら）

### OVA
2010年代
- To LOVEる -とらぶる- ダークネス（2016年、キューオクトパス） - コミックス第17巻限定版
- ストライク・ザ・ブラッドシリーズ（2017年 - 2022年、斐川志緒） - 4シリーズ + スペシャルOVA

2020年代
- デート・ア・バレット デッド・オア・バレット（2020年、緋衣響） - 前後編
- 刀使ノ巫女 刻みし一閃の燈火（2020年、衛藤可奈美） - 前後編

### Webアニメ
2016年
- ももくり（女生徒）

2017年
- モンスターストライク（2017年 - 2018年、アヴァロン） - 2シリーズ
- センリツのルシファー ただひとつの始まりの歌（2017年、ダルタニャン）
- モンソニ! ダルタニャンのアイドル宣言（2017年、ダルタニャン）

2020年
- オメテオトル≠HERO（ユーキ赤子、異種族〈子〉）

2021年
- POKÉTOON「プリンのうた」（モモ）

2022年
- コタローは1人暮らし（宏美、カケル）
- テルマエ・ロマエ ノヴァエ（幼いルシウス）
- TIGER & BUNNY 2（ルビー・トーラス）
- もっと!まじめにふまじめ かいけつゾロリ ゾロリのへや（アデリー）
- ブルーアーカイブ 1.5周年記念ショートアニメーション（阿慈谷ヒフミ）

2023年
- スペアイ SPACE IDOL（えっちゃん）

2024年
- 魔法少女ホロウィッチ!（漫画家志望の女の子）
- ライジングインパクト（小泉祐美子） - 2シリーズ
- T・Pぼん（メイア）

2025年
- カイリューとゆうびんやさん（ハナ〈5歳〉）

### ゲーム
2015年
- 幻獣姫（リリス）
- 音速少女隊 -Photon Angels-（バイライ・ハーティ）
- クイズRPG 魔法使いと黒猫のウィズ（2015年 - 2023年、ニティア、セラータ・エグランティ、エレイン・イニス、イェネフ）
- サウザンドメモリーズ（循聖の護衛シェリン、宿妖の斧術士シセ）
- 家電少女（いちの）

2016年
- アイドルコネクト -AsteriskLive-（羽田千乃）
- 艦隊これくしょん -艦これ-（親潮）
- 幻獣契約クリプトラクト（リコッテ）
- ゴシックは魔法乙女〜さっさと契約しなさい!〜（ギャラガ）
- 白猫プロジェクト（2016年 - 2022年、リンデ・オルト、フーシャ）
- 白猫テニス（セラータ・エグランティ）
- 天穹のアルクルス（キャトル・フルール）
- 刻のイシュタリア（恋する巫女姫スセリヒメ）
- バトルガール ハイスクール（煌上花音）
- フィリスのアトリエ 〜不思議な旅の錬金術士〜（フィリス・ミストルート）
- 編隊少女 -フォーメーションガールズ-（上林風子、ヘルミーナ・グラーフ）
- ポップアップストーリー 魔法の本と聖樹の学園 (ルリ・オオガミ)
- 魔法陣少女 ノブナガサーガ（ネルソン）

2017年
- パズルオブエンパイア（サラディン、服部半蔵、マリア･テレジア）
- モン娘☆は〜れむ（小鳥遊ひかり）
- Song of Memories（柊花音）
- 戦艦少女R（ヘレナ）
- 城姫クエスト 極（苗木城、座喜味城）
- ルナプリ from 天使帝國（ドーラ）
- シノアリス（いばら姫）
- 結城友奈は勇者である 花結いのきらめき（2017年 - 2022年、土居球子、衛藤可奈美）
- オルタナティブガールズ（吉良小百合）
- プロジェクト東京ドールズ（サクラ）
- モンスターストライク（2017年 - 2024年、Two for all〈ダルタニャン〉、夜桜六美）
- プリンセス・プリンシパル GAME OF MISSION（ソフィ・マッケンジー）
- あやかし百鬼夜行〜極〜（小鳥遊ひかり）
- 旋光の輪舞2（ラナタス）
- ブレイブソード×ブレイズソウル（2017年 - 2019年、グレイプニル、神槍スレイプニル）
- 幻想神域 -Link of Hearts-（クロノス）
- きららファンタジア（2017年 - 2022年、巽紺、恋塚小夢）
- アビストライブ（妲己）
- リディー&スールのアトリエ 〜不思議な絵画の錬金術士〜（フィリス・ミストルート）

2018年
- 装甲娘（カラスマ バンリ、アヤナ ハコ）
- セブンズストーリー（2018年 - 2021年、テレジア、トルシュ、メイプル、天宮ミモリ）
- 刀使ノ巫女 刻みし一閃の燈火（衛藤可奈美）
- メモリーズオフ -Innocent Fille-（三城琴莉）
- 実況パワフルプロ野球2018（咲須かのん）
- グランクレスト戦記 （コリーン・メッサーラ）
- グランドチェイス -次元の追跡者-（シンディ）
- 温泉むすめ ゆのはなこれくしょん（熱海初夏）
- カンフー娘（華山雅）
- キャプテン翼ZERO 〜決めろ！ミラクルシュート〜（永井芽衣）
- JUDGE EYES:死神の遺言（早乙女月乃）
- アビス・ホライズン（響、ヴィットリオ・ヴェネト、ティルピッツ）
- ドラゴンネストM（アーチャー）
- DEAD OR ALIVE Xtreme Venus Vacation（フィオナ）

2019年
- ネルケと伝説の錬金術士たち 〜新たな大地のアトリエ〜（フィリス・ミストルート）
- 荒野のコトブキ飛行隊 大空のテイクオフガールズ!（ユーカ）
- 47 HEROINES（七尾玲虹）
- 天地の如く（黄月英）
- グリムエコーズ（赤ずきん）
- メモリーズオフ -Innocent Fille- for Dearest（三城琴莉）
- イドラ ファンタシースターサーガ（ウィンディス）
- 神撃のバハムート（源さくら）
- グリモアA〜私立グリモワール魔法学園〜（源さくら）
- スクールガールストライカーズ2（湊小春）
- アルカ・ラスト 終わる世界と歌姫の果実（ヨアキム）
- 蒼藍の誓い ブルーオース（ジョンストン）
- グランブルーファンタジー（2019年 - 2024年、タヴィーナ、天宮ミモリ）
- 東方キャノンボール（河城にとり）

2020年
-  痛いのは嫌なので防御力に極振りしたいと思います。〜らいんうぉーず！〜（メイプル）
- ラブライブ! スクールアイドルフェスティバル ALL STARS（近江遥）
- 三国志大戦（丁夫人）
- ラストピリオド -終わりなき螺旋の物語-（シロクマ）
- ステリアデイズ・ウィキッド（エリクシア・フローレンス）
- 放置少女〜百花繚乱の萌姫たち〜（伯邑考、趙雲）
- LYN:The Lightbringer（リン）
- エルダーアーク（マリー、スズ、ステラ）
- 装甲娘 ミゼレムクライシス（インビット）
- アリス・ギア・アイギス（煌上花音）
- ワールドフリッパー（源さくら）
- アークナイツ（スズラン）
- シャドウバース チャンピオンズバトル（天宮ミモリ）
- Shadowverse（ミモリ）
- 女神降ろし（アメノウズメ）

2021年
- アストラ・テイル〜愛と絆の物語〜（主人公〈女〉）
- Re:ゼロから始める異世界生活 偽りの王選候補（プーカ）
- セイクリッドブレイド（メイプル）
- ブルーアーカイブ -Blue Archive-（2021年 - 2022年、阿慈谷ヒフミ）
- イリュージョンコネクト（源さくら）
- 咲う アルスノトリア（ヌクテメロン）
- 八月のシンデレラナイン（樫野亜沙）
- アイドルマスター シンデレラガールズ スターライトステージ（源さくら）
- アズールレーン（2021年 - 2022年、トリチェリ、クロンシュタット）
- 精霊幻想記アナザーテイル（フローラ）
- 二ノ国：Cross Worlds（シア）
- 白夜極光（ロビン、タイニー）
- リバース - 神々への討伐 -（ルカ）
- とある魔術の禁書目録 幻想収束（去鳴）
- パズルガールズ（サンタ・マリア、カロン）
- 天空のアムネジア（ピカソ）
- 月姫 -A piece of blue glass moon-（シエル）
- クッキーラン: キングダム（パンプキンパイ味クッキー）
- METALLIC CHILD（グレイバー）
- ガールフレンド（仮）（吉良小百合）
- LOST JUDGMENT 裁かれざる記憶（早乙女月乃）
- 英雄伝説 黎の軌跡（エスメレー・アーチェット准教授）
- MELTY BLOOD: TYPE LUMINA（2021年 - 2022年、シエル / 完全武装シエル、ネコアルク）
- 鬼滅の刃 ヒノカミ血風譚（竈門茂）
- Deep Insanity ASYLUM（餅木スミレ）
- グランサガ（イリス、アルケ）

2022年
- ヴェルヴェット・コード（エレバス、テラー）
- ソウルタイド（葉隠ルリ）
- ユグドラ・レゾナンス（ナユタ）
- マギアレコード 魔法少女まどか☆マギカ外伝（2022年 - 2023年、瀬奈みこと）
- アイドルコネクト -AsteriskLive- 2022（羽田千乃）
- デジモンサヴァイブ（渋谷アオイ）
- メメントモリ（ルナリンド）
- 勝利の女神:NIKKE（ノベル）

2023年
- エロイカ（ルナ）
- モンスターストライク タワーオブスカイ（ヘキサ）
- 404 GAME RE:SET -エラーゲームリセット-（ファイティングバイパーズ）
- takt op. 運命は真紅き旋律の街を（運命）
- チェイスチェイスジョーカーズ（華我錠ジョウカ）
- スノウブレイク：禁域降臨（チェルノ・ケゴール）
- レスレリアーナのアトリエ 〜忘れられた錬金術と極夜の解放者〜（2023年 - 2024年、フィリス）
- ポケモンマスターズEX（2023年 - 2024年、ショウ）

2024年
- 逆転オセロニア（スゥ）
- ユニコーンオーバーロード（ニーナ）
- サンローラン騎士団（ルリ）
- アウタープレーン（リン）
- モンソニ!（2024年 - 2025年、ダルタニャン）
- Fate/Grand Order（謎の代行者C.I.E.L/教えて！シエル先生/スターシエル）
- リバースブルー×リバースエンド（シオン）

2025年
- ペルソナ5: The Phantom X（新井素羽）
- D.C. Re:tune 〜ダ・カーポ〜 リチューン（朝倉音夢）
- コープスパーティーII Darkness Distortion（進藤明莉）

### ドラマCD
2015年
- 世界の終わりの世界録 ドラマCD 青の妖精と銀世界の騎士（冬妖精）
- 千年戦争アイギス 月下の花嫁（アリサ） - 小説第4巻 ドラマCD付き特装版
- はぴなな（天ヶ瀬キイノ）

2016年
- 甘く優しい世界で生きるには7.5（クレア・フォン・マジェスタ）
- 中古でも恋がしたい!2 〜せーいちはウチに惚れてるもんね?〜（才谷龍馬）
- 乃木若葉は勇者である Vol.1（土居球子）

2017年
- しすたー・いん・らう！（詩雫白乃）
- 月が綺麗ですね（ちる） - コミックス第3巻ドラマCD付き特装版

2020年
- Memories of Love（三女） - TVアニメ『ID：INVADED』Blu-ray BOX下巻付録

2021年
- りりくる はぁと 〜LIly LYric cyCLE HEART〜 vol.1（白咲紫陽花）

2023年
- 悪役令嬢ですが攻略対象の様子が異常すぎる（アリス・ハーツパール）

### デジタルコミック
- マンガアニメ「かくしごと」（2020年、東御ひな）
- うちの弟どもがすみません（2021年、成田糸） - 第4巻購入特典URLページ、別冊マーガレット2021年7月付録URLカード[249]
- 愚かな天使は悪魔と踊る（2021年、天音リリー[250]）
- ゆるカナディア（2022年 - 2023年、ルミティア[251]）
- 見える子ちゃん（2023年、百合川ハナ[252]）
- 花秘める君のメテオール（2023年、ステラ・クインウィッチ[253]）

### オーディオドラマ
- メルヘン・メドヘン（2018年、加澄有子） - 小説第4巻限定版特典シリアルコード
- 夜桜さんちの大作戦（ボイスドラマ版）（2021年、夜桜六美、ゴリアテ）
- 僕らの雨いろプロトコル ボイスドラマ（2023年、佐藤星詩流）

#### ASMR
- いやでんっ!2 〜癒やしの寝台列車「コンチネンタル特急」〜（2021年、クレア）
- 超純情! サキュバス三姉妹!! 三女.夜見美知留(よるみみちる)の場合（2021年、夜見美知留（三女））
- 蓄音レヱル 海（2023年、海）
- ASMR of Rail Works 海（2023年、海）
- 【アルカナディアASMR】ルミティア編～甘やかしたいルミアと癒しの膝枕～（2024年、ルミティア）

### ナレーション
- GAノベル 2016.4.15創刊[254]
- GAノベル2016年4月創刊ラインナップはこちら！[255]
- GAノベル『異世界モンスターブリーダー 〜チートはあるけど、のんびり育成しています〜』PV[256]
- GAノベル『役職ディストピアリ〜紅玉の討伐士と命喰らいの僕〜』PV[256]
- GAノベル『魔女の旅々』PV[256]
- GAノベル『感染×少女』PV[256]
- TVアニメ「色づく世界の明日から」特別番組 石原夏織が行く、色づく長崎の旅（2018年11月11日、AT-X）
- ヒーロー文庫『落ちこぼれ竜騎士、神竜少女に一目惚れされる』[257]
- 『一瞬で治療していたのに役立たずと追放された天才治癒師、闇ヒーラーとして楽しく生きる』コミック版PV（2022年[258]）
- かまいガチ（2022年3月11日、テレビ朝日）

### 吹き替え

#### 映画
- ゾンビランド:ダブルタップ（2019年、ゾンビィ） - 「源さくら」名義[259]
- シャッフル・フライデー（2025年、ハーパー〈ジュリア・バターズ〉[260]）

#### ドラマ
- ロック&キー（2022年）

#### アニメ
- 龍族 -The Blazing Dawn-（2024年、ノノ〈諾諾〉[261]）

### ラジオ
※はインターネット配信。
- anicos.tokyo（2015年、ラジオNIKKEI）
- ラジオどっとあい 本渡楓のめいっぷるんっ!（2016年、AG-ON※・超!A&G+※）
- 本渡楓と天津飯大郎の「本渡上陸作戦」（2016年 - 、超!A&G+※）
- ラジオ レガリア　本渡楓のエナストリア皇報局（2016年、音泉※）[262]
- 「ガーリッシュ ナンバー」CUTE GIRLS RADIO（略して「クズらじ」）（2016年、アニメイトタイムズ※）[263]
- 諏訪彩花・本渡楓 ヒーロー文庫通信R（2016年 - 2017年、ニコニコ動画※）
- 亜人ちゃんはラジオで語りたい〜でみらじ〜（2017年、音泉※）[264]
- 本渡楓・長谷川唯のらじめも!（2017年 - 2018年、ラジオNIKKEI）
- 桑原由気と本渡楓のパリパリパーリィ☆（2017年 - 2025年、ラジオ関西）[265]
- ラジオ『ヒナまつり』 Little Song へようこそ！（2018年、音泉※）[266]
- 本渡楓のとじらじ！（2018年 - 2019年、音泉※・アニソンHOLIC）[267][268]
- 本渡楓のとじらじ！生（2019年 - 2021年、ニコニコ生放送※・YouTube Live※）[267]
- RErideDの楽しさを紹介するWEBラジオ（2018年、YouTube※）[269]
- 本渡楓・長縄まりあのガルラジ情報局（2019年、文化放送）[270]
- 本渡楓・楠木ともりのFUN'S PROJECT LAB（2019年 - 2020年、文化放送）
- メイプルとサリーの防御特化とインターネットラジオ（2020年、音泉※）[271]
- すっぽん本°渡（2020年 - 、ニコニコ動画※・YouTube※）[272]
- 魔女のラジ々〜配信するのは、そう、私イレイナです！〜（2020年、音泉※）[273]
- スライム倒して300分、知らないうちに300分話してました（2020年 - 2021年、Twitter※・YouTube※）[274]
- takt op.Destiny 〜シンフォニカ ラジオ支部〜（2021年、音泉※）[275]
- Deep Insanity Antarctica Front Radio（2021年 - 2022年、音泉※）[276]
- 夜桜さんちの大作戦〜SPYDAY RADIO〜（2024年、YouTube※・音泉※）[277][278]
- 甘神さんちの縁結び 猫と紡ぐラジオ（2024年 - 2025年、音泉※）

### ラジオCD
- ラジオCD「ラジオ レガリア 本渡楓のエナストリア皇報局」（2017年）
- 「ガーリッシュ ナンバー CUTE GIRLS RADIO（略して「クズらじ」）」CD「クズ盤」（2017年）
- ラジオCD『亜人ちゃんはラジオで語りたい〜でみらじ〜』Vol.1 - 2（2017年）

### 朗読劇
- 朗読劇「選ばれなかった勇者の花嫁」（2020年、リリア[279]）
- 詠唱劇「新本格魔法少女りすか」（2021年、水倉りすか、水倉破記[280]）
- 朗読劇「刀使ノ巫女 清夏奉燈」（2021年、衛藤可奈美[281]）
- 朗読劇「Nのために」（2023年、杉下希美[282]）
- 朗読劇「おとなの国語」（2023年）[283]

### 動画番組
※はインターネット配信。
- ちょぼらうにょぽみ劇場「不思議なソメラちゃん」ニコ生『なまそめら』（2015年 - 2016年、ニコニコ生放送※）[284]
- ダルタニャン　モンスターストライク（モンスターソニック）（2016年-、YouTube『モンストアニメ公式』※）
- 本渡と千本木のガンガンGAちゃんねる（2018年 - 、YouTube※・ニコニコ動画※）[285]
- 雨宮天＆本渡楓 浅草花やしきで見える子ちゃん（2021年、Twitter※）

### 映像商品
- 温泉むすめ 3rd LIVE “NOW ON☆SENSATION!! Vol.3”〜ワイワイワッチョイナ!!〜（2018年12月）[286]

### テレビ番組
- お願い!ランキング
- ぐらぶるTVちゃんねるっ!
- シブヤノオト

### その他コンテンツ
- project758（高蔵聖[287]）
- ガールズラジオデイズ（二兎春花 [288]）
- P競女!!!!!!!!-KEIJO-（2021年、青葉風音）
- コトブキヤ『アルカナディア』プロモーションムービー（2021年 - 2022年、ルミティア [289][290]）
- ヤマザキビスケット『「今日の3時はどのサンド？」キャンペーン』（2023年10月18日 - 31日、バニラ）[291]

## ディスコグラフィ

### キャラクターソング
| 発売日         | 商品名                                                                              | 歌 | 楽曲 | 備考                                                                         |
| -------------- | ----------------------------------------------------------------------------------- | --- | --- | ---------------------------------------------------------------------------- |
| 2015年11月21日 | プリズムMAX 〜平成維新フルHDリマスター版〜                                          | 野乃本ソメラ（仲谷明香）、野乃本ククル（本渡楓）、天童雫（桃河りか）、松嶋あい（長縄まりあ） | 「プリズムMAX 〜平成維新フルHDリマスター版〜」                                                                            | テレビアニメ『不思議なソメラちゃん』オープニングテーマ                       |
| 2015年11月21日 | プリズムMAX 〜平成維新フルHDリマスター版〜                                          | 野乃本ソメラ（仲谷明香）、野乃本ククル（本渡楓）、天童雫（桃河りか）、松嶋あい（長縄まりあ） | 「ソメラ色デイズ」 | テレビアニメ『不思議なソメラちゃん』関連曲                                   |
| 2016年2月3日   | 不思議なソメラさんトラ                                                              | 野乃本ククル（本渡楓） | 「twin flower」 | テレビアニメ『不思議なソメラちゃん』関連曲                                   |
| 2016年6月22日  | こころだいすきここったま！                                                          | 四葉こころ（本渡楓）、ラキたま（潘めぐみ） | 「こころだいすきここったま！」                                                                                            | テレビアニメ『かみさまみならい ヒミツのここたま』エンディングテーマ          |
| 2016年8月12日  | IDOL CONNECT -UNIT DISC- 初めまして、大好きです!                                    | メモリア | 「Flower Tune」 「Candy Star☆ミ」                                                                                         | ゲーム『アイドルコネクト -AsteriskLive-』関連曲                              |
| 2016年8月12日  | IDOL CONNECT -Solo Disc- Feelings of girl                                           | 羽田千乃（本渡楓） | 「Pastel Graph」 | ゲーム『アイドルコネクト -AsteriskLive-』関連曲                              |
| 2016年10月19日 | Fantas/HIP Girlfriends!                                                             | 神無のぞみ（Lynn）、宮田さやか（M・A・O）、青葉風音（本渡楓）、豊口のん（大西沙織） | 「Fantas/HIP Girlfriends!」                                                                                               | テレビアニメ『競女!!!!!!!!』エンディングテーマ                               |
| 2016年10月19日 | Fantas/HIP Girlfriends!                                                             | 青葉風音（本渡楓） | 「Touch Your Heart」 「Fantas/HIP Girlfriends!」                                                                          | テレビアニメ『競女!!!!!!!!』関連曲                                           |
| 2016年10月19日 | はんだくん オリジナルサウンドトラック                                               | 金城美代子（本渡楓）、消しゴムボーイズ | 「イレイサーボーイズ」 | テレビアニメ『はんだくん』挿入歌                                             |
| 2016年11月16日 | ガーリッシュ ナンバー/Bloom                                                         | ガーリッシュ ナンバー | 「Bloom」 | テレビアニメ『ガーリッシュ ナンバー』オープニングテーマ                      |
| 2016年11月23日 | Deep-Connect                                                                        | f*f | 「Deep-Connect」 「Decision」 「Desire Link」                                                                             | ゲーム『バトルガール ハイスクール』関連曲                                    |
| 2016年12月7日  | ガーリッシュ ナンバー/今は短し夢見よ乙女                                            | ガーリッシュ ナンバー | 「今は短し夢見よ乙女」 | テレビアニメ『ガーリッシュ ナンバー』エンディングテーマ                      |
| 2016年12月7日  | ガーリッシュ ナンバー/今は短し夢見よ乙女                                            | ガーリッシュ ナンバー | 「虹色Sunrise」 | テレビアニメ『ガーリッシュ ナンバー』挿入歌                                  |
| 2016年12月14日 | いただき☆ハイテンション/SSS                                                         | ガーリッシュ ナンバー | 「いただき☆ハイテンション」                                                                                               | テレビアニメ『ガーリッシュ ナンバー』挿入歌                                  |
| 2016年12月21日 | 明日への途中で                                                                      | ガーリッシュ ナンバー+桜ヶ丘七海（佐藤亜美菜） | 「明日への途中で」 | テレビアニメ『ガーリッシュ ナンバー』挿入歌                                  |
| 2016年12月21日 | 明日への途中で                                                                      | 烏丸千歳（千本木彩花）、久我山八重（本渡楓） | 「Checkあ」 | Webラジオ『「ガーリッシュ ナンバー」CUTE GIRLS RADIO』テーマソング           |
| 2017年2月18日  | IDOL CONNECT -Memorial Disc- キミが一度笑うなら、千回わたしは歌うんだ。             | 羽田千乃（本渡楓） | 「Colorful gift」 | ゲーム『アイドルコネクト -AsteriskLive-』関連曲                              |
| 2017年2月22日  | 夢路らびりんす                                                                      | らびりんず | 「夢路らびりんす」 | テレビアニメ『うらら迷路帖』オープニングテーマ                               |
| 2017年2月22日  | 夢路らびりんす                                                                      | らびりんず | 「うららか日和の四重奏」                                                                                                  | テレビアニメ『うらら迷路帖』関連曲                                           |
| 2017年2月22日  | 夏音-フシギナイロ-/Cat-Cat Romance                                                  | f*f | 「Cat-Cat Romance」 | ゲーム『バトルガール ハイスクール』関連曲                                    |
| 2017年3月22日  | 亜人ちゃんは語りたい 1 特典CD：キャラクターソング集                                 | 小鳥遊ひかり（本渡楓） | 「私はイマドキ新世代バンパイア！」                                                                                        | テレビアニメ『亜人ちゃんは語りたい』関連曲                                   |
| 2017年3月29日  | ガーリッシュ ナンバー/キャラクターソング・ミニアルバム〜Growing!〜                  | 久我山八重（本渡楓） | 「はわわspring」 | テレビアニメ『ガーリッシュ ナンバー』関連曲                                  |
| 2017年3月29日  | ガーリッシュ ナンバー/キャラクターソング・ミニアルバム〜Growing!〜                  | ガーリッシュ ナンバー+桜ヶ丘七海（佐藤亜美菜） | 「Growing!」 | テレビアニメ『ガーリッシュ ナンバー』関連曲                                  |
| 2017年4月19日  | TVアニメ「うらら迷路帖」キャラクターソング1                                         | 紺（本渡楓） | 「十五の月」 | テレビアニメ『うらら迷路帖』関連曲                                           |
| 2017年4月26日  | ここたまハッピ〜パラダイス！/うたおう♪ここったまーち！                              | 四葉こころ（本渡楓） with ここたま9+ライチ | 「うたおう♪ここったまーち！」                                                                                             | テレビアニメ『かみさまみならい ヒミツのここたま』エンディングテーマ          |
| 2017年7月5日   | うらら迷路帖 キャラクターソングミニアルバム                                         | 紺（本渡楓） | 「出会えてよかった」 | テレビアニメ『うらら迷路帖』関連曲                                           |
| 2017年7月5日   | うらら迷路帖 キャラクターソングミニアルバム                                         | らびりんず | 「ドキドキ迷宮」 | テレビアニメ『うらら迷路帖』関連曲                                           |
| 2017年7月26日  | ホシノキズナ                                                                        | 神樹ヶ峰女学園星守クラス | 「ホシノキズナ」 | テレビアニメ『バトルガール ハイスクール』オープニングテーマ                  |
| 2017年7月26日  | ホシノキズナ                                                                        | f*f | 「Melody Ring」 | テレビアニメ『バトルガール ハイスクール』エンディングテーマ                  |
| 2017年7月26日  | ホシノキズナ                                                                        | f*f | 「Gravity」 | テレビアニメ『バトルガール ハイスクール』関連曲                              |
| 2017年8月18日  | IDOL CONNECT asterisk live! Star*Trine                                              | 春宮空子（森千早都）、瀬月唯（相坂優歌）、羽田千乃（本渡楓）、火ノ前留奈（大久保瑠美）、高花ひかり（芝崎典子）、古風楓（大森日雅）、柚木ミユ（木村千咲）、泉水つかさ（橋本ちなみ）、坂上八葉（日高里菜）                                             | 「Star*Trine」 | ゲーム『アイドルコネクト -AsteriskLive-』関連曲                              |
| 2017年10月4日  | LUSH STAR☆                                                                          | LUSH STAR☆ | 「LUSH STAR☆」 「恋と名付けたもの」                                                                                       | 『温泉むすめ』関連曲                                                         |
| 2017年11月22日 | グッドラック ライラック                                                             | GATALIS | 「グッドラック ライラック」                                                                                               | テレビアニメ『アニメガタリズ』エンディングテーマ                             |
| 2017年11月22日 | グッドラック ライラック                                                             | GATALIS | 「恋するG・A・T・A・L・I・S!」                                                                                            | テレビアニメ『アニメガタリズ』関連曲                                         |
| 2017年11月22日 | バトルガール ハイスクール BD・DVD第1巻特典CD                                        | 煌上花音（本渡楓） | 「ホシノキズナ」 「Deep-Connect」 「Decision」 「Desire Link」 「Cat-Cat Romance」 「Melody Ring」 「Gravity」 「青の風」 | テレビアニメ『バトルガール ハイスクール』関連曲                              |
| 2018年1月24日  | Save you Save me                                                                    | 衛藤可奈美（本渡楓）、十条姫和（大西沙織）、柳瀬舞衣（和氣あず未）、糸見沙耶香（木野日菜）、益子薫（松田利冴）、古波蔵エレン（鈴木絵理） | 「Save you Save me」 | テレビアニメ『刀使ノ巫女』オープニングテーマ                                 |
| 2018年1月24日  | Save you Save me                                                                    | 衛藤可奈美（本渡楓）、十条姫和（大西沙織） | 「二重のキズナ」 | ゲーム『刀使ノ巫女 刻みし一閃の燈火』主題歌                                  |
| 2018年1月24日  | 心のメモリア                                                                        | 衛藤可奈美（本渡楓）、十条姫和（大西沙織）、柳瀬舞衣（和氣あず未）、糸見沙耶香（木野日菜）、益子薫（松田利冴）、古波蔵エレン（鈴木絵理） | 「心のメモリア」 | テレビアニメ『刀使ノ巫女』エンディングテーマ                                 |
| 2018年2月21日  | 巫女ノ歌〜壱〜                                                                      | 衛藤可奈美（本渡楓） | 「Sword & Wing」 「Save you Save me」 「心のメモリア」 「二重のキズナ」                                                   | テレビアニメ『刀使ノ巫女』関連曲                                             |
| 2018年3月28日  | フィギュアヘッズ オリジナル・サウンドトラック                                       | 神楽（本渡楓）、雅（高野麻里佳） | 「たてよ！波風!!」 | ゲーム『フィギュアヘッズ』関連曲                                             |
| 2018年4月25日  | 刀使ノ巫女 BD・DVD第1巻特典CD                                                       | 衛藤可奈美（本渡楓）、十条姫和（大西沙織） | 「Shining Double Star」                                                                                                   | テレビアニメ『刀使ノ巫女』関連曲                                             |
| 2018年4月25日  | ころころここたま！〜なかなかなかよしバージョン〜/いこうよ！ここたま界!!             | 四葉こころ（本渡楓）、ラキたま（潘めぐみ） | 「ころころここたま！〜なかなかなかよしバージョン〜」                                                                      | テレビアニメ『かみさまみならい ヒミツのここたま』オープニングテーマ          |
| 2018年5月23日  | 進化系Colors                                                                        | 衛藤可奈美（本渡楓）、十条姫和（大西沙織）、柳瀬舞衣（和氣あず未）、糸見沙耶香（木野日菜）、益子薫（松田利冴）、古波蔵エレン（鈴木絵理） | 「進化系Colors」 | テレビアニメ『刀使ノ巫女』オープニングテーマ                                 |
| 2018年5月23日  | 進化系Colors                                                                        | 衛藤可奈美（本渡楓）、十条姫和（大西沙織） | 「今この身が果てようとも」                                                                                                | テレビアニメ『刀使ノ巫女』挿入歌                                             |
| 2018年5月23日  | 未来エピローグ                                                                      | 衛藤可奈美（本渡楓）、十条姫和（大西沙織）、柳瀬舞衣（和氣あず未）、糸見沙耶香（木野日菜）、益子薫（松田利冴）、古波蔵エレン（鈴木絵理） | 「未来エピローグ」 | テレビアニメ『刀使ノ巫女』エンディングテーマ                                 |
| 2018年5月23日  | 未来エピローグ                                                                      | 衛藤可奈美（本渡楓） | 「鎮魂の夜想曲」 | テレビアニメ『刀使ノ巫女』エンディングテーマ                                 |
| 2018年5月30日  | Memories/涙はみせない                                                               | こみっくがーるず | 「Memories」 | テレビアニメ『こみっくがーるず』オープニングテーマ                           |
| 2018年5月30日  | Memories/涙はみせない                                                               | こみっくがーるず | 「涙はみせない」 | テレビアニメ『こみっくがーるず』エンディングテーマ                           |
| 2018年6月23日  | 魔法使いと黒猫のウィズ 5th Anniversary Original Soundtrack                          | セラータ（本渡楓）、リリー（花守ゆみり）、リルム（大和田仁美）、エクセリア（丹下桜）、ガトリン（吉岡麻耶）、アイラ（東城日沙子） | 「キラリ☆ω★NyanRISE!」 | ゲーム『クイズRPG 魔法使いと黒猫のウィズ』関連曲                             |
| 2018年6月27日  | ヒナまつり音楽集 〜酒は涙か溜息か〜                                                 | 三嶋瞳（本渡楓）、詩子（日笠陽子） | 「たそがれてLittle Song」                                                                                                 | テレビアニメ『ヒナまつり』関連曲                                             |
| 2018年7月25日  | Danger in my 通学路                                                                 | 三谷裳ちお（大空直美）、野々村真奈菜（小見川千明）、細川雪（本渡楓） | 「Danger in my 通学路」                                                                                                   | テレビアニメ『ちおちゃんの通学路』オープニングテーマ                         |
| 2018年7月25日  | かみさまみならい ヒミツのここたま ベストセレクション♪                               | 四葉こころ（本渡楓）、桜井のぞみ（石原夏織） | 「こころとのぞみ」 | テレビアニメ『かみさまみならい ヒミツのここたま』挿入歌                      |
| 2018年8月17日  | Alternative Girls Character Song Collection                                         | 朝比奈乃々（伊藤美来）、吉良小百合（本渡楓）、シルビア＝リヒター（渕上舞）、真野桜子（大久保瑠美）、悠木美弥花（竹達彩奈） | 「Link」 | ゲーム『オルタナティブガールズ』関連曲                                       |
| 2018年8月29日  | Doll's Destiny                                                                      | DOLLS | 「Doll's Destiny」 「勝利への標」 「永遠メモリー」                                                                        | ゲーム『プロジェクト東京ドールズ』関連曲                                     |
| 2018年9月26日  | こみっくがーるず BD・DVD第4巻特典CD                                                 | 恋塚小夢（本渡楓） | 「Memories」 「涙はみせない」                                                                                             | テレビアニメ『こみっくがーるず』関連曲                                       |
| 2018年11月21日 | Runner's爽快！/輝けスクールライフ                                                   | 吉良小百合（本渡楓） | 「輝けスクールライフ」 | ゲーム『オルタナティブガールズ』関連曲                                       |
| 2018年11月28日 | 徒花ネクロマンシー                                                                  | フランシュシュ | 「徒花ネクロマンシー」 | テレビアニメ『ゾンビランドサガ』オープニングテーマ                           |
| 2018年11月28日 | 光へ                                                                                | フランシュシュ | 「光へ」 | テレビアニメ『ゾンビランドサガ』エンディングテーマ                           |
| 2018年12月21日 | ゾンビランドサガ BD第1巻特典CD                                                      | グリーンフェイス | 「ようこそ佐賀へ」 | テレビアニメ『ゾンビランドサガ』挿入歌                                       |
| 2018年12月21日 | ゾンビランドサガ BD第1巻特典CD                                                      | グリーンフェイス | 「DEAD or RAP!!!」 | テレビアニメ『ゾンビランドサガ』挿入歌                                       |
| 2018年12月21日 | ゾンビランドサガ BD第1巻特典CD                                                      | フランシュシュ | 「目覚めRETURNER」 「アツクナレ」                                                                                         | テレビアニメ『ゾンビランドサガ』挿入歌                                       |
| 2019年2月22日  | ゾンビランドサガ BD第2巻特典CD                                                      | フランシュシュ | 「ドライブイン鳥」 「To my Dearest」 「特攻DANCE 〜DAWN OF THE BAD〜」                                                    | テレビアニメ『ゾンビランドサガ』挿入歌                                       |
| 2019年4月2日   | 色づく世界の明日から BD第3巻特典CD                                                  | 月白琥珀（本渡楓） | 「最高の魔法」 | テレビアニメ『色づく世界の明日から』関連曲                                   |
| 2019年4月26日  | ゾンビランドサガ BD第3巻特典CD                                                      | フランシュシュ | 「ヨミガエレ」 「FLAGをはためかせろ！」 「目覚めRETURNER（Electric Returner）」                                           | テレビアニメ『ゾンビランドサガ』挿入歌                                       |
| 2019年5月20日  | Bラッパーズのテーマ                                                                 | Bラッパーズクルー | 「Bラッパーズのテーマ」                                                                                                   | テレビアニメ『Bラッパーズ ストリート』エンディングテーマ                     |
| 2019年5月24日  | みにとじ BD特典CD                                                                   | 衛藤可奈美（本渡楓）、安桜美炎（茜屋日海夏） | 「この番組はうら若き公務員たちの提供でお送りいたします」                                                                  | テレビアニメ『みにとじ』主題歌                                               |
| 2019年10月15日 | 日清カレーメシ ゾンビランドサガ 特別BOXセット 特典CD                                | フランシュシュ | 「輝いて（カレーメシver.）」                                                                                              | テレビアニメ『ゾンビランドサガ』関連曲                                       |
| 2019年11月6日  | 勇気の歌                                                                            | 乃木若葉（大橋彩香）、上里ひなた（高野麻里佳）、高嶋友奈（照井春佳）、郡千景（鈴木愛奈）、土居球子（本渡楓）、伊予島杏（近藤玲奈） | 「キボウノツボミ」 「勇気のバトン」                                                                                       | ゲーム『結城友奈は勇者である 花結いのきらめき』関連曲                        |
| 2019年11月20日 | UP-DATE × PLEASE!!! ver 1.7.8                                                       | 早乙女一千花（内山夕実）、早乙女七樹（本渡楓）、早乙女八雲（河瀬茉希） | 「UP-DATE × PLEASE!!! ver 1.7.8」                                                                                         | テレビアニメ『戦×恋』エンディングテーマ                                      |
| 2019年11月20日 | UP-DATE × PLEASE!!! ver 1.7.8                                                       | 早乙女一千花（内山夕実）、早乙女二葉（原由実）、早乙女三沙（清水彩香）、早乙女四乃（逢田梨香子）、早乙女五夜（加隈亜衣）、早乙女六海（日高里菜）、早乙女七樹（本渡楓）、早乙女八雲（河瀬茉希）、早乙女九瑠璃（小岩井ことり）                         | 「UP-DATE × PLEASE!!!!!!!!!」                                                                                             | テレビアニメ『戦×恋』関連曲                                                  |
| 2019年11月20日 | UP-DATE × PLEASE!!! ver 1.7.8                                                       | 早乙女七樹（本渡楓） | 「CROSSING SWORDS!」 | テレビアニメ『戦×恋』関連曲                                                  |
| 2019年11月20日 | UP-DATE × PLEASE!!! 全巻購入特典CD                                                  | 早乙女一千花（内山夕実）、早乙女二葉（原由実）、早乙女三沙（清水彩香）、早乙女四乃（逢田梨香子）、早乙女五夜（加隈亜衣）、早乙女六海（日高里菜）、早乙女七樹（本渡楓）、早乙女八雲（河瀬茉希）、早乙女九瑠璃（小岩井ことり）、亜久津拓真（広瀬裕也） | 「UP-DATE × PLEASE!!!!!!!!! Ver. X」                                                                                      | テレビアニメ『戦×恋』関連曲                                                  |
| 2019年11月27日 | ゾンビランドサガ フランシュシュ The Best                                            | フランシュシュ | 「徒花ネクロマンシー（Album ver.）」 「佐賀事変」 「輝いて」                                                              | テレビアニメ『ゾンビランドサガ』関連曲                                       |
| 2019年11月27日 | ゾンビランドサガ フランシュシュ The Best                                            | 源さくら（本渡楓） | 「宣誓！ALIVE センセーション」                                                                                            | テレビアニメ『ゾンビランドサガ』関連曲                                       |
| 2020年1月22日  | Clover wish                                                                         | ChamJam | 「Clover wish」 | テレビアニメ『推しが武道館いってくれたら死ぬ』オープニングテーマ             |
| 2020年2月12日  | ずっと ChamJam                                                                      | ChamJam | 「ずっと ChamJam」 「ほっと♡サマーホリデー」 「Fall in Love」                                                             | テレビアニメ『推しが武道館いってくれたら死ぬ』挿入歌                         |
| 2020年3月30日  | DOLLS Songs & Sounds 01                                                             | DOLLS | 「言の葉シンフォニー」 「はじまりのハーモニー」                                                                           | ゲーム『プロジェクト東京ドールズ』関連曲                                     |
| 2020年3月30日  | DOLLS Songs & Sounds 01                                                             | DOLLS | 「追い風Brave motion!!」 「ヒカリ」 「It'sOK!!」 「SmileAgain」 「クリスマスマーチ」                                      | ゲーム『プロジェクト東京ドールズ』関連曲                                     |
| 2020年3月30日  | DOLLS Songs & Sounds 01                                                             | DOLLS | 「言の葉シンフォニー（Live Ver.）」                                                                                       | ゲーム『プロジェクト東京ドールズ』関連曲                                     |
| 2020年4月1日   | 推しが武道館いってくれたら死ぬ オリジナルサウンドトラック                           | ChamJam | 「私たちが武道館にいったら」                                                                                              | テレビアニメ『推しが武道館いってくれたら死ぬ』挿入歌                         |
| 2020年5月27日  | かくしごと イメージアルバム feat.君は天然色                                         | めぐろ川たんていじむしょ | 「君は天然色」 | テレビアニメ『かくしごと』関連曲                                             |
| 2020年5月27日  | かくしごと イメージアルバム feat.君は天然色                                         | 東御ひな（本渡楓） | 「君は天然色」 | テレビアニメ『かくしごと』関連曲                                             |
| 2020年6月17日  | 愛がゆえゆえ/あれから（絶望少女達2020）                                             | 大槻ケンヂとめぐろ川たんていじむしょ | 「愛がゆえゆえ」 | テレビアニメ『かくしごと』関連曲                                             |
| 2020年9月3日   | ゾンビランドサガぴあ 特典CD                                                         | でんぱ組.inc、フランシュシュ | 「ゾンビランドDEMPA!!」                                                                                                   | テレビアニメ『ゾンビランドサガ』関連曲                                       |
| 2020年12月23日 | 荒野のコトブキ飛行隊 大空のテイクオフガールズ！ チームソングミニアルバム            | ハルカゼ飛行隊 | 「FLAP!」 | ゲーム『荒野のコトブキ飛行隊 大空のテイクオフガールズ！』関連曲              |
| 2021年3月30日  | TVアニメ「シャドウバース」Original Soundtracks                                      | 天宮ミモリ（本渡楓） | 「You are in my eyes」 | テレビアニメ『シャドウバース』挿入歌                                         |
| 2021年5月19日  | 大河よ共に泣いてくれ/Nope!!!!!                                                      | フランシュシュ | 「大河よ共に泣いてくれ」                                                                                                  | テレビアニメ『ゾンビランドサガ リベンジ』オープニングテーマ                  |
| 2021年5月19日  | 夢を手に、戻れる場所もない日々を/風の強い日は嫌いか？                               | フランシュシュ | 「夢を手に、戻れる場所もない日々を」                                                                                      | テレビアニメ『ゾンビランドサガ リベンジ』エンディングテーマ                  |
| 2021年6月25日  | ゾンビランドサガ リベンジ BD第1巻特典CD                                             | フランシュシュ | 「REVENGE」 「風の強い日は嫌いか？」 「目覚めRETURNER（Electric Returner Type "R"）」                                     | テレビアニメ『ゾンビランドサガ リベンジ』挿入歌                              |
| 2021年6月25日  | ゾンビランドサガ リベンジ BD第1巻特典CD                                             | フランシュシュ | 「激昂サバイブ」 | テレビアニメ『ゾンビランドサガ リベンジ』挿入歌                              |
| 2021年7月30日  | ゾンビランドサガ リベンジ BD第2巻特典CD                                             | フランシュシュ | 「ぶっちゃけてフォーユー」 「光へ」                                                                                       | テレビアニメ『ゾンビランドサガ リベンジ』挿入歌                              |
| 2021年7月31日  | WIXOSS DIVA(A)LIVE BD第2巻特典CD                                                    | 夢限少女 | 「D-(A)LIVE!!」 | テレビアニメ『WIXOSS DIVA(A)LIVE』エンディングテーマ                         |
| 2021年8月27日  | ゾンビランドサガ リベンジ BD第3巻特典CD                                             | フランシュシュ | 「追い風トラベラーズ」 | テレビアニメ『ゾンビランドサガ リベンジ』挿入歌                              |
| 2021年8月27日  | ゾンビランドサガ リベンジ BD第3巻特典CD                                             | フランシュシュ | 「激昂サバイブ（Complete Edition）」                                                                                      | テレビアニメ『ゾンビランドサガ リベンジ』関連曲                              |
| 2021年12月22日 | DOLLS Songs & Sounds 02                                                             | DOLLS | 「Starry heart Starry love」 「AnotherDreamer」 「Precious day」                                                          | ゲーム『プロジェクト東京ドールズ』関連曲                                     |
| 2021年12月22日 | DOLLS Songs & Sounds 02                                                             | DOLLS team A | 「わたし」 | ゲーム『プロジェクト東京ドールズ』関連曲                                     |
| 2021年12月22日 | DOLLS Songs & Sounds 02                                                             | DOLLS、NumberS | 「Pray Breath」 「感情を超えて」 「感情を超えて（E3 Ver.）」                                                              | ゲーム『プロジェクト東京ドールズ』関連曲                                     |
| 2022年4月2日   | キラメクMiLieヘ                                                                     | イタズラ☆ストレート | 「キラメクMiLieヘ」 | ゲーム『ブルーアーカイブ -Blue Archive-』関連曲                              |
| 2022年4月27日  | 明日ちゃんのセーラー服 BD / DVD 第1巻完全生産限定版特典CD                           | 蠟梅学園中等部1年3組 | 「はじまりのセツナ」 | テレビアニメ『明日ちゃんのセーラー服』オープニングテーマ                     |
| 2022年9月28日  | ゾンビランドサガ リベンジ フランシュシュ The Best Revenge                           | フランシュシュ | 「We are Fran Chou Chou!」 「Beginning」 「冒険ズンドコドン！」                                                           | テレビアニメ『ゾンビランドサガ リベンジ』関連曲                              |
| 2023年5月10日  | 推しが武道館いってくれたら死ぬ コンプリートボーカルアルバム「きみのために生きてる」 | ChamJam | 「Aster wish」 | テレビアニメ『推しが武道館いってくれたら死ぬ』関連曲                         |
| 2023年5月10日  | 推しが武道館いってくれたら死ぬ コンプリートボーカルアルバム「きみのために生きてる」 | ☆MELTY☆ | 「ぎゅっとHUGみ〜」 | テレビアニメ『推しが武道館いってくれたら死ぬ』挿入歌                         |
| 2023年7月24日  | ワンダー・ファニー・ハーモニー                                                      | サクラコ（加隈亜衣）、ヒナタ（日高里菜）、マリー（小澤亜李）、ウイ（後藤沙緒里）、シミコ（富田美憂）、ヒフミ（本渡楓）、アズサ（種田梨沙）、ハナコ（豊田萌絵）、コハル（赤尾ひかる）、ミカ（東山奈央）、ツルギ（小林ゆう）、イチカ（鷲見友美ジェナ） | 「ワンダー・ファニー・ハーモニー」                                                                                        | Webアニメ『ブルーアーカイブ 2.5周年記念ショートアニメーション』主題歌        |
| 2023年12月27日 | 大大大大大好きな君へ♡                                                               | 花園羽香里（本渡楓）、院田唐音（富田美憂）、好本静（長縄まりあ）、栄逢凪乃（瀬戸麻沙美）、薬膳楠莉（朝井彩加） | 「大大大大大好きな君へ♡」                                                                                                 | テレビアニメ『君のことが大大大大大好きな100人の彼女』オープニングテーマ      |
| 2023年12月27日 | 大大大大大好きな君へ♡                                                               | 花園羽香里（本渡楓） | 「大大大大大好きな君へ♡」                                                                                                 | テレビアニメ『君のことが大大大大大好きな100人の彼女』関連曲                  |
| 2024年1月15日  | アークナイツ 3周年記念楽曲集                                                        | スズラン（本渡楓） | 「えがおの花束」 | ゲーム『アークナイツ』関連曲                                                 |
| 2024年1月21日  | 全力絶対Come☆True                                                                   | イタズラ☆ストレート | 「全力絶対Come☆True」 | ゲーム『ブルーアーカイブ -Blue Archive-』関連曲                              |
| 2024年4月21日  | ブルーアーカイブ 青春あんさんぶる Vol.5「補習授業部」                               | 補習授業部 | 「手つなぎハッピーエンド」                                                                                                | ゲーム『ブルーアーカイブ -Blue Archive-』関連曲                              |
| 2024年7月14日  | Glitter                                                                             | Two for all | 「Glitter」 | ゲーム『モンソニ!』関連曲                                                    |
| 2024年7月22日  | ブルーアーカイブ 絆ダイアローグ Vol.3「ヒフミ」                                     | ヒフミ（本渡楓） | 「好きなんです！」 | ゲーム『ブルーアーカイブ -Blue Archive-』関連曲                              |
| 2024年11月20日 | TVアニメ「甘神さんちの縁結び」キャラクターソングミニアルバム「君に恋を結んで」      | 甘神三姉妹 | 「君に恋を結んで」 | テレビアニメ『甘神さんちの縁結び』エンディングテーマ                         |
| 2024年11月20日 | TVアニメ「甘神さんちの縁結び」キャラクターソングミニアルバム「君に恋を結んで」      | 甘神三姉妹 | 「桜のかくしごと」 | ラジオ『甘神さんちの縁結び 猫と紡ぐラジオ』テーマソング                      |
| 2024年11月20日 | TVアニメ「甘神さんちの縁結び」キャラクターソングミニアルバム「君に恋を結んで」      | 甘神夕奈（本渡楓） | 「夕色のねがいみち」 | テレビアニメ『甘神さんちの縁結び』関連曲                                     |
| 2025年2月5日   | ありがと、大好きになってくれて                                                      | 恋太郎ファミリー | 「ありがと、大好きになってくれて」                                                                                        | テレビアニメ『君のことが大大大大大好きな100人の彼女』第2期オープニングテーマ |
| 2025年3月19日  | 恋太郎ファミリー歌謡祭                                                              | 花園羽香里（本渡楓） | 「Love Love 妄想パレード」                                                                                                | テレビアニメ『君のことが大大大大大好きな100人の彼女』第2期挿入歌             |
| 2025年3月19日  | TVアニメ「甘神さんちの縁結び」キャラクターソングミニアルバム「Pray Pray Pray」      | 甘神三姉妹 | 「Pray Pray Pray」 | テレビアニメ『甘神さんちの縁結び』オープニングテーマ                         |
| 2025年3月19日  | TVアニメ「甘神さんちの縁結び」キャラクターソングミニアルバム「Pray Pray Pray」      | 甘神三姉妹 | 「夢見る日和」 | ラジオ『甘神さんちの縁結び 猫と紡ぐラジオ』テーマソング                      |
| 2025年3月19日  | TVアニメ「甘神さんちの縁結び」キャラクターソングミニアルバム「Pray Pray Pray」      | 甘神夕奈（本渡楓） | 「見つけた願い、君との未来」                                                                                              | テレビアニメ『甘神さんちの縁結び』関連曲                                     |
| 2025年10月22日 | メメントモリ Lament Collection Vol.3 〜Witches of Qlipha〜                          | ルナリンド（本渡楓） | 「IX. THE ICE」 | ゲーム『メメントモリ』キャラクター専用曲                                     |

## 書籍

### フォトブック
- 本渡楓1stフォトブック「MUTE」（2022年3月4日、主婦と生活社、ISBN 978-4-391-15726-0）[294]